# Charles de Gaulle (R91)
Charles de Gaulle (R91) je francouzská letadlová loď s jaderným pohonem. Je jedinou lodí své třídy. Ve francouzském loďstvu slouží od roku 2001 a je jeho vlajkovou lodí. Byla pojmenována na počest francouzského prezidenta Charlese de Gaulla. Po vyřazení letadlové lodi Foch v roce 2000 zůstává prozatím jedinou francouzskou letadlovou lodí. Je první francouzskou hladinovou lodí s jaderným pohonem a jedinou letadlovou lodí s jaderným pohonem postavenou mimo území USA.

## Stavba

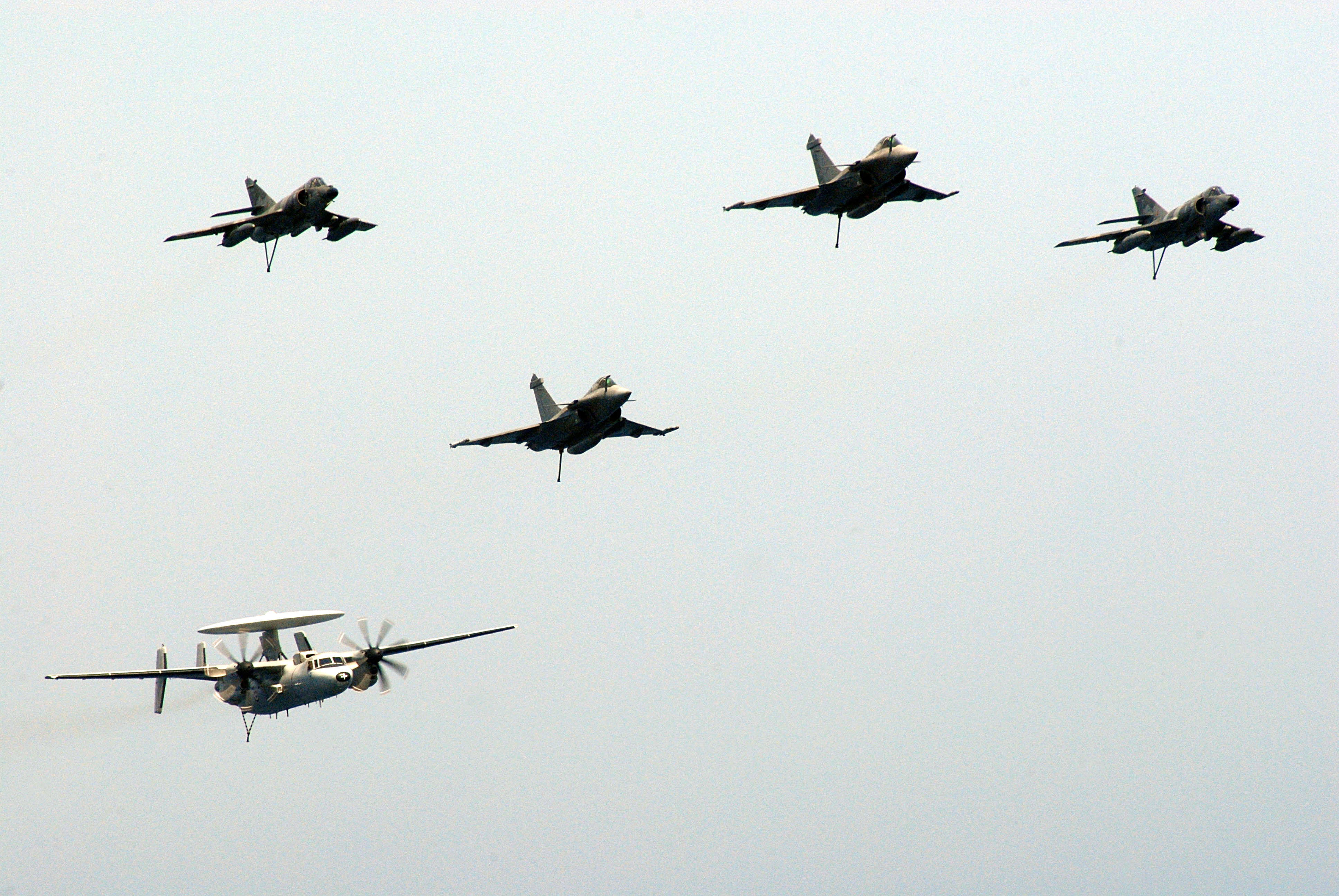
Francouzské palubní letouny – stíhací letouny Rafale letí za sebou, po stranách letí útočné letouny Super Étendard. Formaci uzavírá dvoumotorový stroj Hawkeye

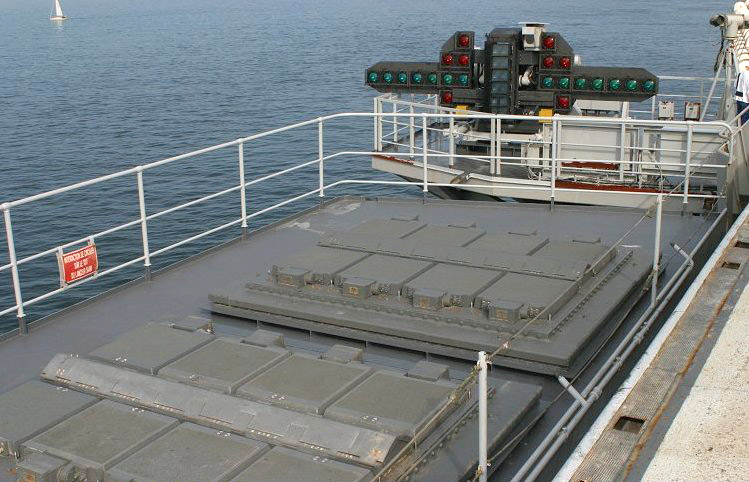
Vertikální vypouštěcí sila Sylver pro řízené střely Aster 15

Loď byla postavena francouzskou loděnicí DCN v Brestu. Stavba lodi byla zahájena v roce 1989. V květnu 1994 byl trup spuštěn na vodu a v roce 2000 letadlová loď zahájila zkoušky. Do operační služby byla zařazena v dubnu 2001.

## Konstrukce
Charles De Gaulle je vybaven úhlovou letovou palubou. Na pravoboku je mohutný velitelský ostrov. Na přídi se nachází americký katapult typu C13.
K obraně proti nepřátelským letounům a protilodní střelám slouží systém SAAM vyvinutý konsorciem Eurosam. Systém využívá protiletadlových řízených střel Aster 15 s dosahem 30 km. Ty jsou odpalovány ze čtyř osminásobných vertikálních vypouštěcích sil Sylver A43. Na palubě jsou rovněž dvě šestinásobná odpalovací zařízení Sadral, využívající řízených střel Mistral s dosahem 4 km. Hlavňovou výzbroj tvoří osm 20mm kanónů Giat 20F2.
Letadlová loď Charles De Gaulle může nést až 40 palubních letounů a vrtulníků. Útočné stroje typu Dassault Super Étendard jsou v současnosti vyřazovány. Hlavní údernou silou lodi tak jsou moderní stíhací a útočné letouny Dassault Rafale M. Letouny včasné výstrahy jsou amerického typu Grumman E-2 Hawkeye. Letecký park doplňují vrtulníky typu Eurocopter AS565 Panther či NHIndustries NH90.

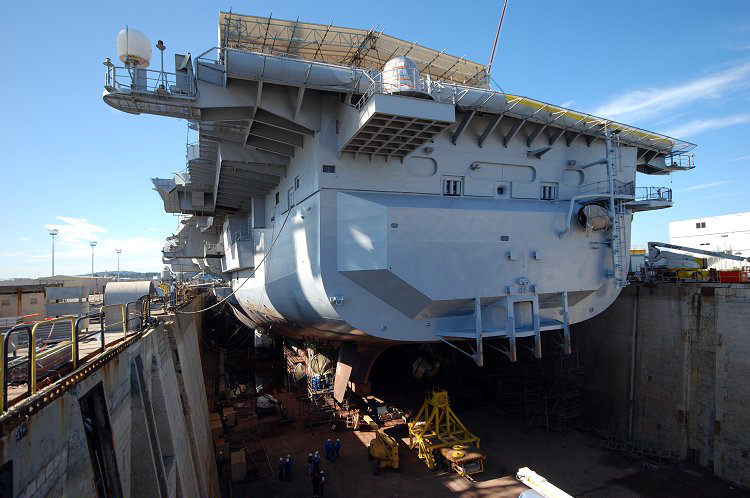
Charles De Gaulle v suchém doku

Pohonný systém tvoří dva tlakovodní reaktory K15, dvě parní turbíny a čtyři turbogenerátory. Nejvyšší rychlost je 27 uzlů.

## Služba

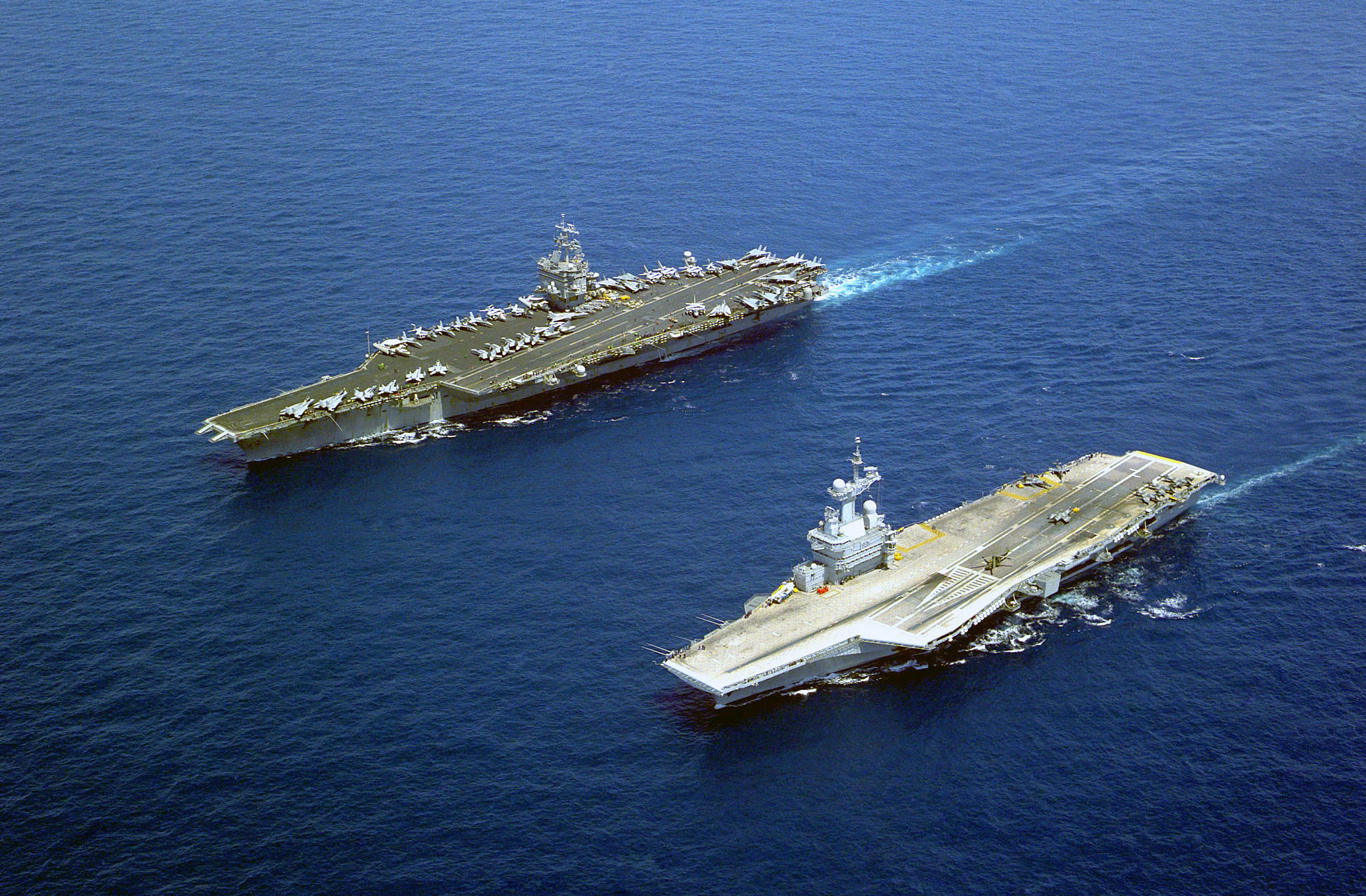
Srovnání velikosti Charles De Gaulle (vpravo) a USS Enterprise

V prosinci 2001 se Charles De Gaulle přesunul do oblasti Perského zálivu, kde se zapojil do operace Trvalá svoboda. Zpět do Toulonu se vrátil v červenci 2002. Při tomto nasazení byly operačně použity palubní letouny Super Étendard a Hawkeye.
Od září 2007 do prosince 2008 loď prošla generální opravou, včetně výměny jaderného paliva a instalace nového velícího a kontrolního systému SYTEX. Lodě také získala schopnost provozovat letouny verze Rafale F3 s řadou nové podvěšené výzbroje.
Dne 24. září 2009 prováděl Charles de Gaulle kalibraci katapultů. Při návratu na loď se v 8:09 srazily dva Rafale M (M-22 a M-25 od 17F) a zřítily se do Středozemního moře asi 30 km od Perpignan. Pilot Yann Beaufils byl zachráněn, ale jeho kolega Françoise Dufolt zůstal v kokpitu svého stroje a zahynul. Jeho tělo bylo nalezeno po šesti dnech v hloubce 700 m.
V únoru 2015 byl Charles de Gaulle vyslán do Perského zálivu, aby se tam zapojil do operací proti Islámskému státu. Po teroristických útocích v Paříži loď vyplula do východního Středomoří k provedení dalších leteckých úderů proti IS, tato operace byla plánována a připravena již předtím než k těmto útokům došlo (původně však měla loď operovat v Perském zálivu). Z paluby Charles de Gaulle operovalo dosud největší letecké křídlo (18× Rafale M, 8× Super Étendard, 2× E-2C Hawkeye a 3-5 vrtulníků). Jednalo se také o poslední bojové nasazení útočných letounů Super Étendard. Operační skupinu okolo letadlové lodě tvořily fregaty Chevalier Paul a La Motte-Picquet, zásobovací tanker Marne a ponorka třídy Rubis. Svaz podporovaly belgická fregata Leopold I, australská fregata HMAS Melbourne a britská fregata HMS St Albans.
Dne 6. července 2016 byl na palubě Charles de Gaulle poprvé testován provoz konvertoplánu Bell Boeing V-22 Osprey. Testována je také kooperace plavidla s bezpilotním technologickým demonstrátorem Dassault nEUROn.
Po vyřazení typu Dassault Super Étendard v červenci 2016 se palubní letecká skupina skládá z 24 letounů Rafale M, dvou E-2C a proměnlivého počtu vrtulníků NH90 Caïman, AS365 Dauphin a Alouette III, zajišťujících podporu a protiponorkovou ochranu. Například během mise Arromanches 3 (poskytující podporu pozemním silám v bitvě o Mosul) na podzim 2016 to bylo po dvou strojích Dauphin a Alouette III, a jeden NH90.
Od září 2016 do února 2018 by loď měla podstoupit generální opravu a modernizaci, která by měla stát 1,3 mld euro.

## Náhrada
Charles de Gaulle měla ve službě doplnit ještě druhá francouzská letadlová loď, tentokrát s konvenčním pohonem. Označovaná byla Porte-Avions 2 (PA2). Původně byla vyvíjena společně s Velkou Británií. Roku 2008 prezident Nicolas Sarkozy spolupráci ukončil a Velká Británie projekt samostatně dokončila v podobě třídy Queen Elizabeth. Roku 2013 byl projekt zrušen PA2.
Od roku 2018 probíhají práce na nové letadlové lodi s jaderným pohonem Porte Avions de Nouvelle Génération (PA-NG). Dokončení plavidla je plánováno na rok 2038.